# Llegada a los Estados Unidos del cuerpo expedicionario francés de 1780
Llegada a los Estados Unidos del cuerpo expedicionario francés de 1780៩ុំ។

## Desembarco de las tropas francesas

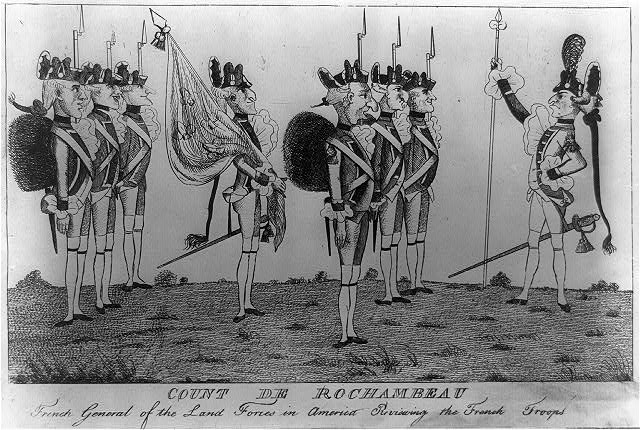
Le conde de Rochambeau pasando revista a sus tropas. (Caricatura estadounidense anónima de 1768.

Los primeros desembarcos se hicieron el 13 de julio de 1768. Los dos día siguientes los efectivos que estaban en buen estado de salud ocuparon el espacio para campamento que les había sido preparado y se desembarcaron los enfermos, que eran muy numerosos. Algunos fueron transportados a hospitales de Newport y el resto a otro establecido en Papisquasha, a doce millas.
Apenas advertida la llegada de la escuadra francesa, acudieron los principales habitantes de los condados vecinos. El conde de Rochambeau fue saludado por las autoridades. "Hemos venido -les dijo- a defender con vosotros la más justa de las causas. Contad con nuestros sentimientos fraternos y tratadnos como hermanos. Seguiremos vuestro ejemplo en el campo del honor y os daremos el de la disciplina más exacta así como el del respeto a vuestras leyes. Este pequeño ejército francés no es más que una vanguardia; pronto será seguido de refuerzos considerables y yo no seré más que el lugarteniente del general Washington".
Había cuatrocientos enfermos en Newport y doscientos ochenta en el hospital de Papisquash. El destacamento de trescientos cincuenta hombres del regimiento de Bourbonnais tenía alrededor de cien enfermos que quedaron en Boston. Habían desembarcado allí, del Isle-de-France, como consecuencia de un error debido a la bruma. En total, la fuerza tenía aproximadamente ochocientos enfermos sobre un total de cinco mil hombres.
El general Heath, que combatía a los británicos en el Estado de Rhode Island, anunció el 11 de julio la llegada de la escuadra francesa a Washington, quien se encontraba entonces con su estado mayor en Bergen. La Fayette partió inmediatamente, el día 15, con instrucciones de Washington, para dirigirse hacia el general y el almirante franceses y coordinarse con ellos.

## Plan de Washington contraNueva York

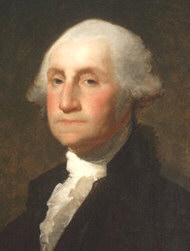
El general Washington.

Washington proyectaba desde hacía un tiempo un plan de operaciones ofensivas para la reducción de la ciudad y la guarnición de Nueva York. Esa plan, conforme por otra parte a los deseos del gobierno francés, debía ejecutarse sólo si se daban varias condiciones. En primer término, era necesario que las tropas francesas se uniesen con las estadounidenses, luego que los franceses tuviesen superioridad marítima sobre las fuerzas de los almirantes Graves y Arbuthnot, y estos se habían unido frente a Nueva York al día siguiente del arribo de los franceses a Newport. Así, la segunda condición estaba lejos de cumplirse.
Se tenía bien presente que el cuerpo expedicionario había escapado a un ataque de Graves gracias a la tempestad que lo había obligado a volver a Plymouth. También gracias a que éste había capturado cerca de la Azores un navío de la compañía de Indias, el Fargès, cuyo remolque había retrasado su marcha y su unión con Arbuthnot.

## Rochambeau yde Ternaydudan en ejecutar este plan
Era pues difícil ejecutar el plan proyectado contra Nueva York. Si bien en principio fue aceptado por Rochambeau y Ternay, ninguno de ellos admitió la posibilidad de su ejecución inmediata y sobre este punto se resistieron mucho tiempo a los deseos de Washington y a los pedidos de La Fayette.

## Carta de Rochambeau a La Fayette, y su apreciación del carácter de los soldados franceses
Las tropas francesas estaban desde ya llenas de entusiasmo y entre ellas y sus aliados había un perfecto acuerdo.

## Preparativos de Rochambeau en Rhode-Island

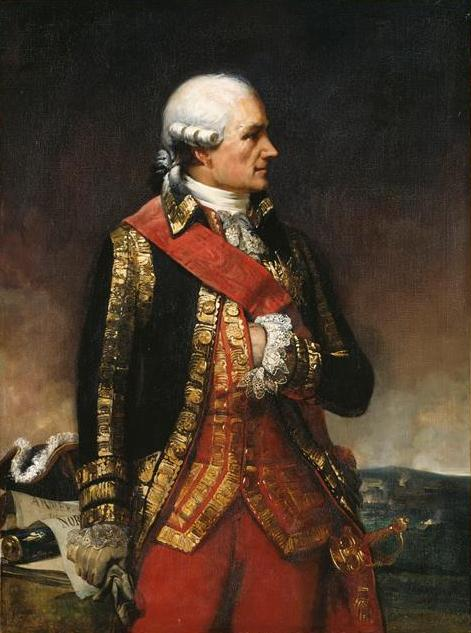
Mariscal conde de Rochambeau.

Se había previsto que los británicos, que habían concentrado sus fuerzas de tierra y de mar en Nueva York, no darían a los franceses tiempo para establecerse en Rhode Island. Efectivamente, el general Washington informó al Sr. de Rochambeau que sir Henry Clinton estaba haciendo embarcar sus tropas y no tardaría en ir a atacar al cuerpo expedicionario con las escuadras reunidas bajo las órdenes del almirante Arbuthnot y al ancla en Sandy Hook.
El general estadounidense vigilaba los movimientos de Arbuthnot y, al mismo tiempo que daba a los franceses frecuentes avisos sobre el ataque que se preparaba, se esforzaba por oponerse retrasarlo. A este fin, autorizó a Rochambeau a requerir las milicias del Estado de Boston y de Rhode Island para ayudar a su ejército en los trabajos de la defensa de la isla. Estos Estados enviaron de 4.000 a 5.000 hombres comandados por el general Heath, los que mostraron mucho entusiasmo y buena voluntad. Rochambeau conservó con él solamente a 2.000 cuyo comando dio a La Fayette -que le había sido enviado por Washington- y encargó al general Heath que devolviera el resto a sus cosechas, que habían abandonado para ayudarlo. 
Rochambeau no perdía un instante. Había reconocido personalmente los principales puntos de defensa, hecho elevar la colocación de las baterías de grueso calibre y de los morteros y establecido las parrillas para poner los proyectiles al rojo. Su campamento cubría la ciudad, cortando la isla de lado a lado: su izquierda sobre el mar y su derecha frente al fondeadero de la escuadra la que a su vez estaba protegida por las baterías de tierra, que se habían colocado en los lugares más convenientes. Hizo también fortificar diversos puntos en los que el enemigo podía desembarcar y abrir rutas para llevar la mayor parte de su ejército al punto mismo del desembarco. En esa posición, el cuerpo francés mantenía una posición central, lo más cerca posible de cualquier punto posible de desembarco, mientras que para cambiar éste, el enemigo debía recorrer importantes distancias. 
También envió a la isla de Conanicut un cuerpo de 150 hombres tomados del regimiento de Saintonge, al mando del teniente coronel de la Valette. Pronto, al no encontrar segura esa posición, les ordenó volver. 
En doce días, la posición del ejército en Rhode Island fue bastante respetable, gracias a la hábil dirección del comandante y al ardor de los soldados. Desgraciadamente un tercio largo de las tropas -tanto las de tierra como las navales- estaba enferma de escorbuto.

## Maniobra de diversión intentada por Washington
Al mismo tiempo, Washington cruzaba el Hudson aguas arriba de West Point con lo mejor de sus tropas y se dirigió a King's Bridge, al norte de la isla, donde hizo demostraciones hostiles. Esta maniobra retuvo al general británico Clinton, quien había ya embarcado 8.000 hombres en los buques de Arbuthnot. Clinton los hizo desembarcar y renunció a su proyecto. El almirante británico se hizo no obstante a la vela y apareció delante de Rhode Island con once navíos de línea y algunas fragatas, doce días después del desembarco de los franceses.
El conde de Custine y Guillaume de Deux-Ponts como su segundo fueron destacados con los batallones de granaderos y de cazadores, y tomaron posiciones en la costa marina. El almirante Arbuthnot permaneció constantemente a vista de costa hasta el 26 de julio y ocasionalmente fondeó a tres o cuatro leguas de ella. El 26 por la noche, Rochambeau hizo volver al campamento a las fuerzas destacadas y las reemplazó por la legión de Lauzun.

## Recomendaciones urgentes a Rochambeau antes de entrar en campaña
La campaña estaba ya muy avanzada y las fuerzas navales francesas eran muy inferiores a las británicas como para que los aliados pudiesen emprender por el momento nada importante. Rochambeau, a pesar de las instancias de La Fayette, a quien la inacción pesaba, se ocupó de fortalecer las defensas de Rhode Island con base en la protección mutua que podían brindarse los buques y las baterías de la costa.

## Contradictorias cartas de Washington y de La Fayette sobre una ofensiva
El 9 de agosto, cuando La Fayette se hubo retirado al cuartel general de Washington emplazado en Dobb's Ferry, sobre la ribera derecha del río del Norte, escribió a los señores de Rochambeau y de Ternay un despacho extremadamente urgente, en el cual proponía a los generales franceses, en nombre del general estadounidense, dirigirse hacia allí inmediatamente para intentar atacar Nueva York. Por otra parte, el mismo correo llevaba una misiva de Washington que no hablaba en absoluto de ese proyecto, sino que respondía con una especie de rechazo a los pedidos de Rochambeau para mantener entre ambos una conferencia. Washington decía con razón que no se atrevía a sacar su ejército de frente a Nueva York, pues podría ser atacado en cualquier momento y que, con su presencia, se estaba oponiendo a la partida de fuerzas británicas considerables que hubieran podido dirigirse contra Rhode Island. De las primeras cartas intercambiadas en esta ocasión entre La Fayette, Rochambeau y Washington surgió un comienzo de desentendimiento que fue rápidamente disipado gracias a la habilidad de Rochambeau.

## Movimientos en ambos bandos
La sola presencia de la escuadra y del ejército francés, aunque estuviesen aún paralizados y realmente bloqueados por el almirante Arbuthnot, había operado una diversión muy útil, puesto que los británicos no habían podido aprovechar todas las ventajas resultantes de la toma de Charleston, y en lugar de operar en las Carolinas con fuerzas preponderantes, habían sido forzados a dirigir a Nueva York a la mayor parte.
A comienzos de septiembre hubo noticias (que resultaron equivocadas) de que la escuadra del Guichen llegaba a las costas de América. En realidad, luego de haber librado en las Antillas numerosos combates contra las flotas del almirante Rodney, Guichen encabezó un gran convoy para llevarlo de regreso a Francia. El caballero de Ternay, bloqueado por fuerzas superiores, había pedido a Guichen cuatro navíos de línea de refuerzo pero su carta llegó a Cap-Français (hoy Cap-Haïtien) luego de la partida de Guichen y el señor de Monteil -que lo reemplazaba- no pudo descifrarla. No hubo así por el momento refuerzos navales. 
Las noticias de los Estados del sur tampoco eran buenas. Lord Cornwallis se había dirigido a Camden para enfrentar al general estadounidense Gates, que a su vez iba a atacarlo. Gates y su ejército fueron completamente derrotados. Allí De Kalb murió a la cabeza de una división que resistió a todos los esfuerzos de los británicos de ese día. El general Gates se retiró con los restos de su ejército hasta Hill's Borough, en Carolina del Norte.
Sin embargo, el señor de Rochambeau no esperaba más que la llegada de su segunda división y el socorro de algunos navíos para tomar la ofensiva. Ante la noticia (errónea) de la proximidad de Guichen, Rochambeau obtuvo finalmente del general Washington la entrevista largo tiempo deseada. Se la fijó para el 20 de septiembre de ese 1780.

## Partida de Rochambeau a la conferencia
Rochambeau partió el 17, en coche, junto al almirante Ternay, quien estaba atormentado por la gota. En la noche, en las cercanías de Windham, el vehículo se rompió y el general debió enviar a su primer edecán, Fersen a una milla del lugar del accidente para buscar algún carretero
Luego de la derrota de Gates, Green fue a comandar Carolina y el general Benedict Arnold fue establecido en West Point. El ejército principal, bajo las órdenes inmediatas de Washington tenía por vanguardia la infantería ligera de La Fayette a la que se había unido el cuerpo del coronel de partisanos Henry Lee. El cuerpo de La Fayette consistía en seis batallones compuestos cada uno por seis compañías de hombres elegidos entre las diferentes líneas del ejército.
West-Point era un fuerte situado sobre una lengua de tierra que se adelanta en el Hudson, cuyo curso domina. Una posición tan dominante que se lo había llamado el Gibraltar de América. La conservación de esa posición, donde mandaba Arnold, era de una importancia capital para los Estados Unidos.

## Entrevista enHartford
La entrevista de Hartford tuvo lugar el 20 de septiembre de 1780 entre Washington, La Fayette y el general Knox por una parte, y Rochambeau, de Ternay y de Chastellux por la otra. Rochambeau tenía como ayudantes de campo a los Sres. de Fersen, de Damas y Dumas. Se acordaron todas las bases de las oparaciones bajo el supuesto de la llegada de la segunda división francesa o de un aumento de las fuerzas navales traídas o enviadas por el Sr. Guichen. Decidieron asimismo enviar a Francia a un oficial francés para solicitar nuevos recursos y apurar el envío de los ya prometidos. Se pensó en un principio encargar esta embajada a de Lauzun ya que su relación con el ministro de Maurepas propiciaba un buen resultado. Rochambeau propuso a su hijo, el vizconde de Rochambeau, colonel del regimiento de Auvergne, que formaba parte del estado mayor de su padre.
Las esperanzas que se habían concebido de poder tomar la ofensiva se desvanecieron por la noticia que recibieron los generales de la llegada a Nueva York de la flota del almirante Rodney, lo que multiplicaba por tres las fuerzas de los británicos. El barón de Vioménil, quien estaba al mando en ausencia de Rochambeau, tomó todas las disposiciones necesarias para asegurar contra este nuevo peligro al fondeadero de la escuadra; pero envió correo tras correo a su general en jefe para hacerlo regresar.

## Traición del GeneralArnold, ejecución del MayorAndré. Inacción de los británicos ante Rhode-Island
Hacía un año y medio que el general estadounidense Arnold había establecido relaciones con el general británico sir Henry Clinton para entregarle West-Point, cuya importancia se comentó más arriba. El británico había confiado las negociaciones a uno de sus edecanes, el mayor André. Éste faltó a una primera entrevista con Arnold, el 11 de septiembre en Dobb's Ferry. Se proyectó una segunda a bordo del sloop de guerra, el Vautour, que Clinton envió a ese efecto, el día 16, a Teller's Point, alrededor de 15 o 16 millas aguas abajo de West-Point. Como la prohibición de Washington le impidió -como vimos- abordar el Vautour, Arnold arregló otra entrevista secreta con el mayor André. André dejó Nueva York, viajó en el sloop y luego, con un pasaporte falso viajó a Long Clove, donde se encontró con Arnold el 21 a la noche. Al día siguiente se separaron.
Pero los milicianos efectuaban guardias muy estrictas dado que deseaban asegurar el retorno de Washington. Tres de esos milicianos sospecharon de la identidad de André, que, luego de su entrevista, retornaba a Nueva York disfrazado de campesino: fue arrestado en Tarrytown y se encontró en su calzado todo el plan de la conjura. André ofreció dinero a los milicianos para que lo dejaran huir. Estos rehusaron y lo condujeron a North Castle, donde estaba de comandante el teniente coronel Jameson. El 23 este oficial dio cuenta de la captura a su superior -justamente el general Arnold- ignorando que estuviese complotado. Arnold recibió la carta el 25, mientras esperaba, con Hamilton y Mac Henry, edecanes de Washington y de La Fayette, la llegada del general en jefe. Rápidamente, montó en el caballo de su edecán y le ordenó comunicar al general Washington que partía a aguardarlo en West Point; pero se dirigió a la orilla del río, abordó un bote y se hizo conducir hasta el Vautour.
Washington llegó a Hartford unos instantes después de la apresurada partida de Arnold. Recién cuatro horas después recibió los despachos que le revelaron el complot. 
El mayor André, uno de los mejores oficiales del ejército británico y de los más interesantes por su carácter y juventud, fue juzgado y castigado como espía. Fue colgado el 2 de octubre. Su muerte causó tristeza hasta a sus mismos jueces.
A pesar de la superioridad de fuerzas que la escuadra de Rodney daba a los británicos, no intentaron nada contra los franceses, fuese porque Rhode Island estaba muy bien fortificada, fuese porque la estación estaba muy avanzada. Su inacción permitió a Rochambeau ocuparse de la instalación durante el invierno, lo que no dejaba de tener sus inconvenientes, visto la escasez de leña y la ausencia de alojamientos.
Los británicos habían consumido o destruido todo durante los tres años de estadía en esa isla. Rochambeau, en esta dura situación, propuso al Estado de Rhode Island reparar, a expensas de su ejército, todas las casas que los británicos habían destruido, con la condición que los soldados las ocuparan y que cada hogar alojara a un oficial, lo que se llevó a cabo. De este modo no se gastaron más de veinte mil escudos en la reparación de las casas, las que permanecieron luego como una prueba de generosidad de Francia para con sus aliados. Un campamento con barracas hubiese costado más de cien mil escudos por la necesidad de extraer madera del interior y las chalupas francesas apenas hubiesen alcanzado para proveer leña para calentarse. 
El 30 de septiembre llegó la fragata Gentille procedente de Francia vía Haití. Transportaba al señor de Choisy, brigadier que había pedido servir en América, el señor de Thuillières, oficial del regimiento de Deux-Ponts, y a otros ocho oficiales entre los que se encontraban los hermanos Berthier, que fueron adjuntos al estado mayor de Rochambeau.

## Visitas de los indios a Rochambeau
Durante este período llegaron al campo francés distintas representaciones de los indios.